# Xanthocalanus rotunda
Xanthocalanus rotunda är en kräftdjursart som först beskrevs av K.R.E. Grice och Hülsemann 1970.  Xanthocalanus rotunda ingår i släktet Xanthocalanus och familjen Phaennidae. Inga underarter finns listade i Catalogue of Life.